# Valle de Echo
Valle de Hecho ou Valle de Echo, ou encore Val d'Echo (en aragonais), est une commune d'Espagne dans la communauté autonome d'Aragon, province de Huesca. Elle regroupe les villages de Hecho (ou Echo), Embún, Santa Lucía, Siresa et Urdues.

## Géographie
Le territoire de la commune se situe dans le massif montagneux des Pyrénées :
| \| Valle de Hecho \| Géolocalisation sur la carte des Pyrénées |
| Valle de Hecho                                                 |

Administrativement, la localité se trouve au nord de l'Aragon dans la comarque de Jacetania.

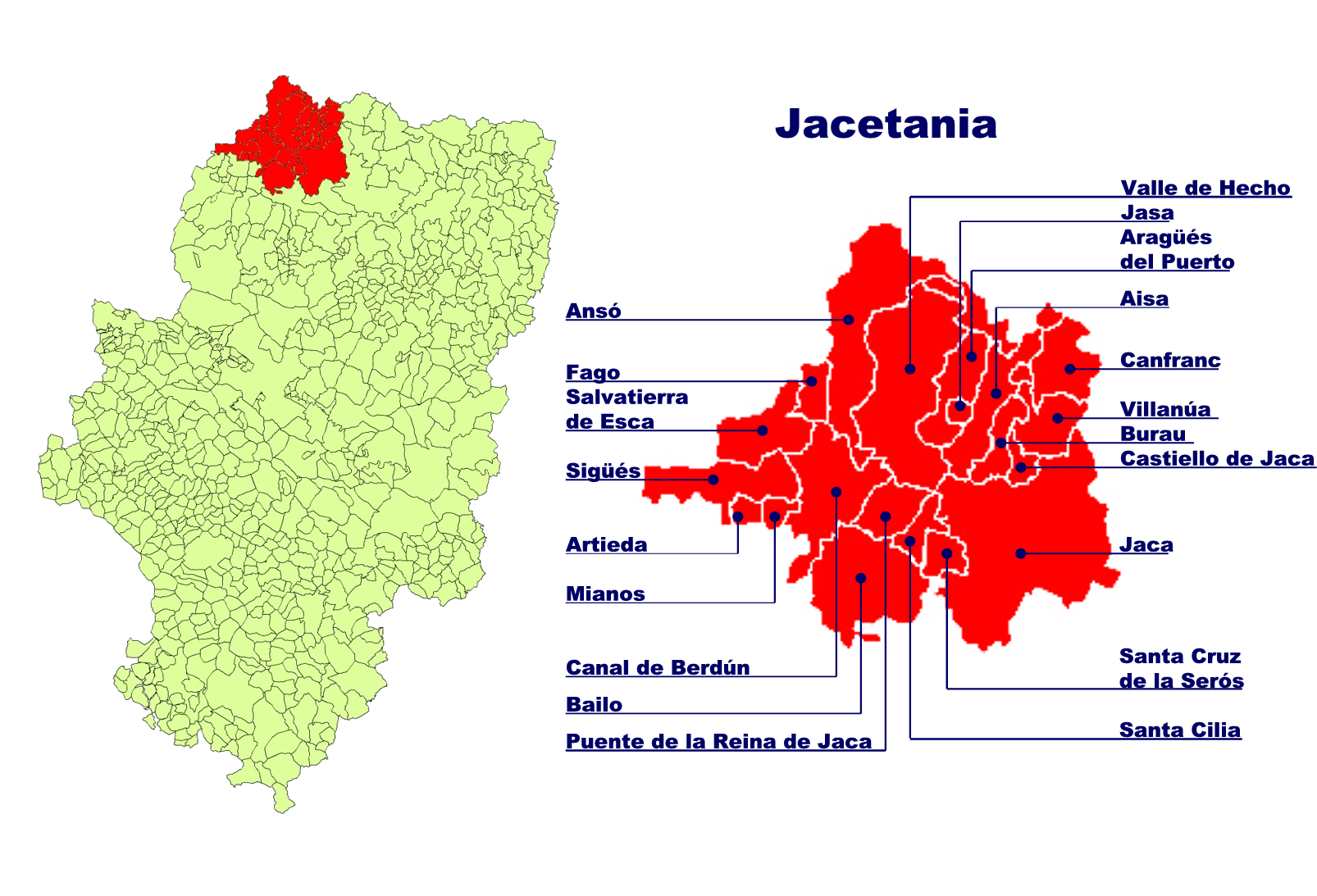
Territoire des communes en la comarque de la Jacetania (zone rouge, reste de l'Aragon en vert clair).

## Administration
| Période | Période | Identité               | Étiquette | Qualité |
| ------- | ------- | ---------------------- | --------- | ------- |
| 1979    | 1983    |                        |           |         |
| 1983    | 1987    |                        |           |         |
| 1987    | 1991    |                        |           |         |
| 1991    | 1995    |                        |           |         |
| 1995    | 1999    |                        |           |         |
| 1999    | 2003    |                        |           |         |
| 2003    | 2007    |                        |           |         |
| 2007    |         | Luis Gutiérrez Larripa |           |         |

### Subdivisions
- Hecho (es)
- Catarecha
- Embún (es)
- Santa Lucía (de)
- Siresa (es)
- Urdués (es)

## Démographie
| Évolution démographique | Évolution démographique | Évolution démographique | Évolution démographique | Évolution démographique | Évolution démographique | Évolution démographique | Évolution démographique | Évolution démographique | Évolution démographique | Évolution démographique | Évolution démographique | Évolution démographique | Évolution démographique | Évolution démographique | Évolution démographique | Évolution démographique | Évolution démographique |
| 1842                    | 1857                    | 1860                    | 1877                    | 1887                    | 1897                    | 1900                    | 1910                    | 1920                    | 1930                    | 1940                    | 1950                    | 1960                    | 1970                    | 1981                    | 1991                    | 2001                    | 2007                    |
| ----------------------- | ----------------------- | ----------------------- | ----------------------- | ----------------------- | ----------------------- | ----------------------- | ----------------------- | ----------------------- | ----------------------- | ----------------------- | ----------------------- | ----------------------- | ----------------------- | ----------------------- | ----------------------- | ----------------------- | ----------------------- |
| ..                      | ..                      | ..                      | ..                      | ..                      | ..                      | ..                      | ..                      | ..                      | ..                      | ..                      | ..                      | ..                      | ..                      | 1143                    | 1055                    | 977                     | 957                     |